# Поселення Варги
Поселення доби бронзи, ранньозалізного віку, І тисячоліття нашої ери, давньоруського часу (2-1 тис.до н. е. — 1 тис. н. е., ХІ-ХІІІ ст.н. е.)
Розташоване за 1,1 км на захід від західної околиці села Савин (село) Козелецького району Чернігівської області біля озера Варги, на берегах якого знаходилося.
Охоронний номер: 6508